# Resolutie 835 Veiligheidsraad Verenigde Naties
Resolutie 835 van de Veiligheidsraad van de Verenigde Naties werd unaniem door de
VN-Veiligheidsraad aangenomen op 2 juni 1993.

## Achtergrond
In 1979 werd na de val van het Rode Khmer-regime en met steun van Vietnam en de Sovjet-Unie de
Volksrepubliek Kampuchea opgericht. Het land werd gedurende het volgende decennium door Vietnam gecontroleerd
via een marionettenregering. Die werd gedurende dat decennium bevochten door een regering in ballingschap
die bestond uit de koningsgezinde Funcinpec, de Rode Khmer en het in 1982 gevormde Nationaal Volksbevrijdingsfront.
In augustus 1989 kwamen de vier partijen en vertegenwoordigers van achttien landen bijeen in de door de
Verenigde Naties gesponsorde Conferentie van Parijs. Toen een finaal akkoord eindelijk in zicht was werd
de VN-Vooruitgangsmissie in Cambodja (UNAMIC) opgericht om toe te zien op de naleving van het staakt-het-vuren.
De missie bereidde ook de komst van de VN-Overgangsautoriteit (UNTAC) voor die de in Parijs gesloten akkoorden
in de praktijk moest brengen.

## Inhoud
De Veiligheidsraad:
- Bevestigt de resoluties 668, 745, 810 en 826.
- Waardeert de VN-Overgangsautoriteit en de Speciale Vertegenwoordiger van de Secretaris-generaal voor hun moed, toewijding en volhardendheid bij het ondersteunen van het verkiezingsproces ondanks de moeilijkheden.
- Huldigt het leiderschap en de rol van prins Norodom Sihanouk, voorzitter van de Nationale Hogeraad.
- Tevreden dat het overgrote deel van de Cambodjanen ging stemmen.
- Steunt de verklaring van de Speciale Vertegenwoordiger dat de verkiezingen vrij en eerlijk verliepen.

1. Groet de UNTAC-leden die hun leven gaven om dit mogelijk te maken.
2. Nodigt de Secretaris-generaal uit zo snel mogelijk te rapporteren over de verkiezingen.
3. Zal de verkozen grondwetgevende vergadering voluit steunen om een grondwet uit te schrijven en een nieuwe regering voor Cambodja op te zetten.
4. Roept alle partijen op de uitslag te respecteren en op vreedzame wijze een democratische regering tot stand te brengen.
5. Dringt er bij de internationale gemeenschap op aan bij te dragen aan de heropbouw en verzoening.
6. Besluit actief op de hoogte te blijven.

## Verwante resoluties
- Resolutie 810 Veiligheidsraad Verenigde Naties
- Resolutie 826 Veiligheidsraad Verenigde Naties
- Resolutie 840 Veiligheidsraad Verenigde Naties
- Resolutie 860 Veiligheidsraad Verenigde Naties

Lijst ·  800 ·  801 ·  802 ·  803 ·  804 ·  805 ·  806 ·  807 ·  808 ·  809 ·  810 ·  811 ·  812 ·  813 ·  814 ·  815 ·  816 ·  817 ·  818 ·  819 ·  820 ·  821 ·  822 ·  823 ·  824 ·  825 ·  826 ·  827 ·  828 ·  829 ·  830 ·  831 ·  832 ·  833 ·  834 ·  835 ·  836 ·  837 ·  838 ·  839 ·  840 ·  841 ·  842 ·  843 ·  844 ·  845 ·  846 ·  847 ·  848 ·  849 ·  850 ·  851 ·  852 ·  853 ·  854 ·  855 ·  856 ·  857 ·  858 ·  859 ·  860 ·  861 ·  862 ·  863 ·  864 ·  865 ·  866 ·  867 ·  868 ·  869 ·  870 ·  871 ·  872 ·  873 ·  874 ·  875 ·  876 ·  877 ·  878 ·  879 ·  880 ·  881 ·  882 ·  883 ·  884 ·  885 ·  886 ·  887 ·  888 ·  889 ·  890 ·  891 ·  892